# Break Up (Scarlett Johansson e Pete Yorn)
Break Up è un album di Scarlett Johansson e Pete Yorn, pubblicato il 15 settembre 2009 dalla Rhino Records.

## Tracce
1. Relator – 2:33
2. Wear and Tear – 3:22
3. I Don't Know What to Do – 3:29
4. Search Your Heart – 3:01
5. Blackie's Dead – 2:37
6. I Am the Cosmos – 2:47
7. Shampoo – 3:05
8. Clean – 3:48
9. Someday – 4:17